# Human Rights Watch
Human Rights Watch (HRW, Observatori dels Drets Humans) és una organització no governamental internacional amb seu a Nova York que realitza recerca i defensa els drets humans. Té oficines a Amsterdam, Beirut, Berlín, Brussel·les, Chicago, Ginebra, Johannesburg, Londres, Los Angeles, Moscou, Nairobi, París, San Francisco, Sydney, Tòquio, Toronto, Washington DC i Zúric.
Les despeses anuals de l'organització assoliren el 2011 els 50,6 milions de dòlars, i 69,2 el 2014.

## Comparació amb Amnistia Internacional
Human Rights Watch i Amnistia Internacional (AI) són les dues úniques organitzacions internacionals de drets humans d'orientació occidental que operen a la majoria de situacions d'opressió o abús greu a tot el món. Les principals diferències radiquen en l'estructura dels grups i els mètodes per promoure el canvi.
Amnistia Internacional és una organització d'afiliació massiva. La mobilització dels membres és l'eina central d'incidència de l'organització. Els principals productes de Human Rights Watch són els seus llargs informes d'investigació dirigits per les crisis, mentre que Amnistia Internacional pressiona i escriu informes detallats, però també se centra en campanyes massives de cartes, l'adopció dels individus com a "presoners de consciència" i exerceix pressió per al seu alliberament. Human Rights Watch pressiona obertament per a prendre accions específiques als governs contra els infractors de drets humans, donant els noms específics dels individus per a la detenció, o demanant que siguin imposades sancions internacionals en contra de certs països. Recentment demanant sancions punitives contra els principals líders del Sudan que han supervisat una campanya de matança a Darfur. El grup també ha cridat els activistes de drets humans que han estat detinguts al Sudan per ser posat en llibertat.
El 2010 The Times de Londres va escriure que HRW té "tot, menys eclipsada" Amnistia Internacional. Segons The Times, en lloc de ser recolzada per una afiliació massiva, com ho és AI, HRW depèn de donants rics a qui els agrada veure els informes de l'organització en els titulars. Per aquesta raó, d'acord amb The Times, HRW tendeix a "concentrar-se massa en els llocs en els que els mitjans de comunicació ja se'n preocupen", especialment en la cobertura desproporcionada d'Israel.

## Polèmica
HRW ha estat criticat per governs nacionals, altres organitzacions no governamentals, i pel seu fundador, i ex president, Robert L. Bernstein. Ha estat acusat pels crítics de ser influenciat per les agendes de la política exterior dels Estats Units, en particular en relació amb la presentació d'informes sobre Amèrica Llatina. El govern d'Etiòpia ha acusat també a HRW d'informes injusts i parcials, encara que això pot estar motivat pels interessos del Govern etíop, en ser acusat.
Al·legacions en relació amb el conflicte araboisraelià inclouen arguments que HRW està esbiaixat en contra d'Israel, (que va provocar una resposta de HRW), i que l'organització es nodreix de donacions de ciutadans de l'Aràbia Saudita com a base de les seves crítiques a Israel. HRW ha respost públicament a totes aquestes crítiques relatives amb l'elaboració de la memòria de l'Amèrica Llatina i referent al conflicte araboisraelià.
El 12 de maig de 2014, la irlandesa Mairead Maguire i l'argentí Adolfo Pérez Esquivel ―tots dos premis Nobel de la Pau―, juntament amb un centenar de professors dels Estats Units i el Canadà, van sol·licitar a Human Rights Watch que prengués «mesures concretes per a afermar la independència» de l'organització, ja que els seus més alts directius tenien relació directa amb el Partit Demòcrata, amb el Govern dels Estats Units i també amb la CIA (Agència Central d'Intel·ligència). Van dirigir la carta a Kenneth Roth (director de Human Rights Watch), i li van sol·licitar que acabés amb el procés de «portes giratòries» entre aquestes institucions i Human Rights Watch. Entre els personatges relacionats amb aquestes institucions estaven Miguel Díaz (analista de la CIA en els anys noranta i actual funcionari del Departament d'Estat), Tom Malinowski, Myles Frechette i Michael Shifte (que tindrien vincles directes amb el Partit Demòcrata). El 3 de juny de 2014, Human Rights Watch va respondre argumentant que la seva «preocupació estava fora de lloc». El 8 de juliol de 2014, els dos premis Nobel ―al costat d'altres activistes― van tornar a sol·licitar a Human Rights Watch que expulsés de la seva junta directiva a Javier Solana (exsecretari general de l'OTAN), i a tots els funcionaris relacionats amb el Govern dels Estats Units.
L'any 2020, The Intercept va reportar que el director Executiu de Human Rights Watch, Kenneth Roth, va acceptar donacions del magnat immobiliari saudita Mohamed Bin Issa Al Jaber amb la condició que la donació de 470.000 dòlars no s'utilitzés per a donar suport a la defensa dels drets de les persones LGBT a l'Orient Mitjà i el nord d'Àfrica. La donació va ser retornada, i Human Rights Watch va emetre una declaració dient que acceptar la donació era una «decisió profundament lamentable» en resposta a un informe de recerca del periòdic The Intercept sobre la donació.
El 27 de març del 2022, després de l'inici de la guerra contra les bandes a El Salvador, l'organització va acusar el govern salvadorenc per la forma en què amenaçaven i arrestaven als integrants de les bandes del país, declarant aquestes accions com a violacions als drets humans. En resposta, el president Nayib Bukele va criticar a l'organització afirmant que defensava els drets constitucionals dels integrants, però no els drets de les persones respectuoses de la llei.